# وارن غيز
وارن غيز هو لاعب كرة قدم أمريكية وسياسي أمريكي، ولد في 14 يوليو 1924 في ميلواكي في الولايات المتحدة، وتوفي في 12 سبتمبر 2013 في كولومبيا في الولايات المتحدة. نشط حزبياً في الحزب الجمهوري. وقد انتخب عضو مجلس ولاية كارولاينا الجنوبية ‏.